# Cucina azteca

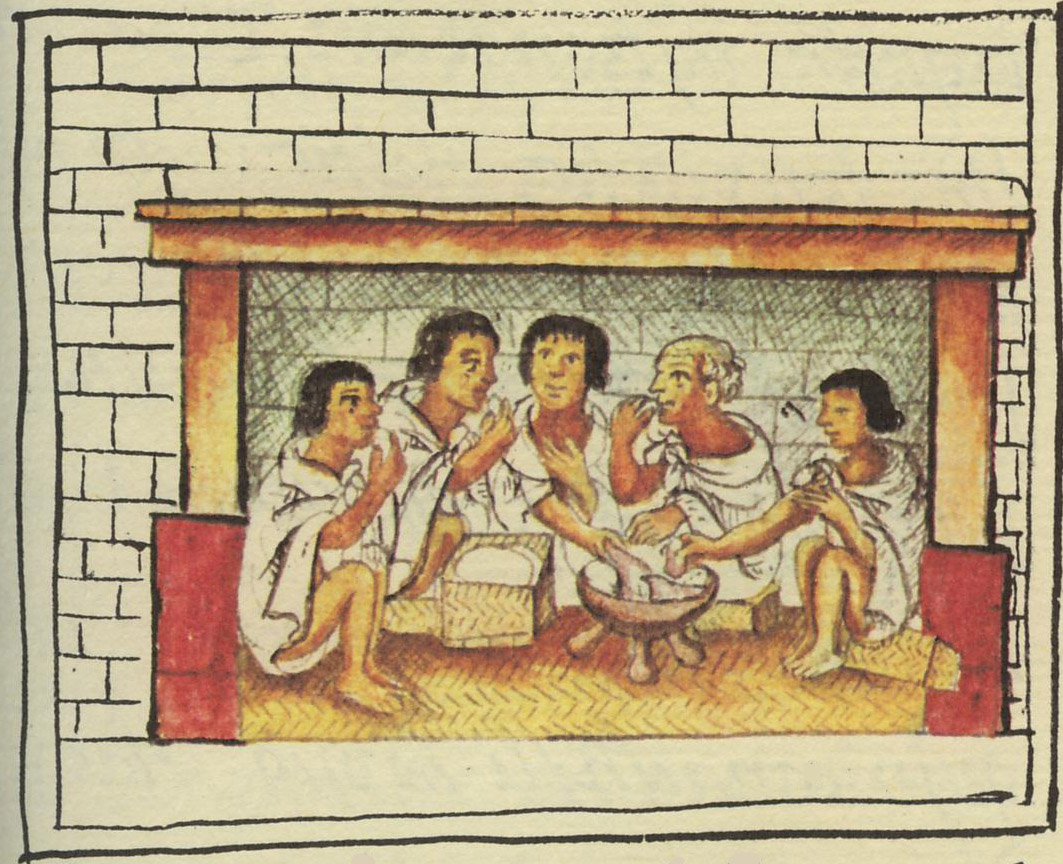
Uomini aztechi che si dividono un pasto. Immagine presa dal Codice fiorentino del tardo XVI secolo

L'elemento base della cucina azteca era il mais, un tipo di coltivazione molto importante nella società azteca che giocò un ruolo importante anche nella mitologia. Come il frumento in Europa, o il riso in buona parte dell'Asia orientale, il mais rappresentava l'alimento senza il quale un pasto non si poteva definire tale. Le altre costanti del cibo azteco erano sale e peperoncino, e la definizione base di digiuno azteco era quella di astenersi da questi due elementi. Altri ingredienti molto usati erano i fagioli e la varietà locale dei semi di amaranto e della chía (Salvia). La combinazione di mais e altri alimenti base forniva all'azteco medio una dieta completa senza carenza di vitamine o minerali. Per la preparazione delle tortilla e di altri piatti si usava il nixtamal, un tipo di mais cotto in soluzioni alcaline, con valori nutritivi molto elevati.
Acqua, atole e pulque (il succo fermentato dell'agave salmiana) erano le bevande più comuni, ed esistevano molte bevande alcoliche ottenute fermentando il miele, il succo di diverse cactacee e vari frutti. Il ceto alto non beveva pulque, considerata la bevanda del popolo, preferendo bevande ottenute dalla lavorazione del cacao. Si trattava di uno dei maggiori lussi; era la bevanda di re, guerrieri e nobili, e veniva insaporita con peperoncino, miele e un'infinita lista di spezie ed erbe.
La dieta azteca comprendeva un'incredibile varietà di animali; tacchini e altro pollame, geomidi, iguana, axolotl (un genere di salamandra d'acqua), gamberi, pesci e molti insetti, larve e uova di insetti. Mangiavano anche molti funghi, tra cui il huitlacoche (Ustilago maydis), parassita del granturco. Le cucurbitacee erano molto popolari e venivano cucinate in molti modi: se ne mangiavano i semi, fresche, essiccate o arrostite. I pomodori, molto differenti dalle varietà coltivate oggi, erano consumati conditi con peperoncino o come ripieno all'interno del tamales.

## Pasti
Molte fonti parlano di due pasti al giorno, nonostante esista un racconto di lavoratori che ne consumavano tre: il primo all'alba, il secondo verso le 9 del mattino e il terzo alle 3 del pomeriggio. Questa abitudine è in linea con gli usi europei del tempo, ma non è chiaro se il consumo di atole, la bibita di mais, fosse da considerarsi un pasto o meno. L'assunzione di atole in quantità forniva le stesse calorie di molte tortilla, e veniva mangiato quotidianamente da buona parte della popolazione.

### Banchetti

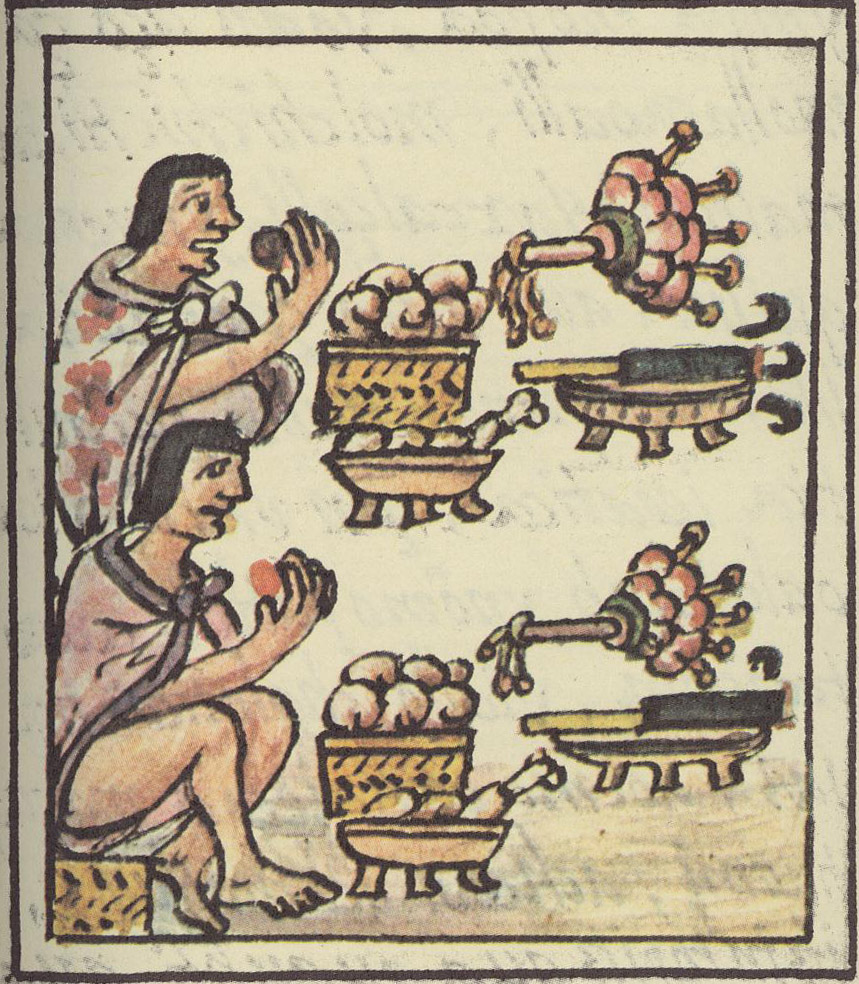
Uomini aztechi a un banchetto. Codice fiorentino, tardo XVI secolo

Esistono molti racconti che narrano di feste e banchetti aztechi, e delle cerimonie che li circondavano. Prima di un pasto i servitori offrivano tubi di tabacco profumato e, a volte, anche fiori con cui gli ospiti potevano sfregarsi testa, mani e collo. Prima di iniziare a pranzare ogni ospite doveva lasciar cadere a terra un po' di cibo, quale offerta al dio Tlaltecuhtli. Dato che le abilità militari erano elogiate tra gli aztechi, i modi a tavola rispecchiavano le movenze dei guerrieri. Il passaggio del tabacco avveniva dalla mano sinistra del servo alla destra dell'ospite, mentre il piattino che lo accompagnava passava dalla destra alla sinistra. Questo gesto imitava il modo in cui un guerriero riceveva i dardi dell'atlatl e lo scudo. I nomi venivano chiamati in modo diverso a seconda di come venivano passati; i "fiori spada" passavano dalla sinistra del servo alla destra dell'ospite, mentre i "fiori scudo" facevano il passaggio inverso. Durante il pranzo gli ospiti tenevano la propria scodella piena di salsa davanti alla mano destra, e le tortilla o i tamal (serviti da un cesto) davanti alla sinistra. Il pasto si concludeva quando veniva servito il cioccolato in coppe ricavate da zucche svuotate e con un bastoncino per agitarlo.
Uomini e donne erano separati durante il banchetto e, nonostante le fonti non siano totalmente chiare, sembra che solo gli uomini bevessero il cioccolato. Più probabilmente le donne bevevano posolli (una bibita di mais) o un qualche genere di pulque. I padroni di casa più benestanti spesso ricevevano gli ospiti in stanze attorno a una corte simile ai caravanserragli centro-europei (o han in turco), e i veterani militari partecipavano alle danze. Le feste iniziavano a mezzanotte, e qualcuno beveva cioccolato mangiando funghi allucinogeni per poi raccontare agli altri ospiti delle loro visioni. Poco prima dell'alba si iniziava a cantare, e le offerte venivano bruciate e sepolte nella corte per garantire fortuna ai figli del padrone di casa. All'alba i restanti fiori, il tabacco e il cibo venivano consegnati all'ospite più vecchio e povero, o ai servi. Come per tutti gli altri aspetti della vita gli aztechi enfatizzavano la natura duale delle cose, e verso la fine del banchetto al padrone veniva severamente ricordato dai più anziani il fatto di essere mortale, e che non avrebbe dovuto farsi sopraffare dalla superbia.

## Preparazione del cibo
La principale tecnica di cucina consisteva nel bollire o cuocere a vapore in pentole a due manici o in giare chiamate xoctli in lingua nahuatl, termine tradotto nello spagnolo olla. La olla veniva riempita con cibo e scaldata sopra al fuoco. Poteva anche essere usata per cuocere a vapore o versandovi poca acqua in cui i tamale avvolti in cartocci di mais venivano adagiati sopra una leggera struttura di ramoscelli al centro della pentola. In molte fonti degli storici spagnoli si fa riferimento alla frittura, ma l'unica spiegazione dettagliata sembra parlare di un qualche genere di sciroppo, non di cottura nel grasso. Questa ipotesi è confermata dalla mancanza di prove su larga scala riguardo all'estrazione di olio dai vegetali, e dal fatto che non è stato ritrovato dagli archeologi vasellame adatto alla frittura.
Tortilla, tamal, casseruole e le salse che li accompagnavano rappresentavano i piatti più comuni. Peperoncini e sale erano inseriti ovunque, e molti pasti erano composti solo da tortilla intinte nella salsa di peperoncino, preparata pestandolo in un mortaio con poca acqua. L'impasto di mais poteva venire usato per racchiudere la carne, a volte interi tacchini, prima di cucinarla. In molte città azteche si trovavano commercianti che vendevano per strada cibo di ogni genere, servendo ricchi e poveri. Si poteva anche comprare qualsiasi tipo immaginabile di atolli, per dissetarsi o per un pasto veloce.

## Alimenti

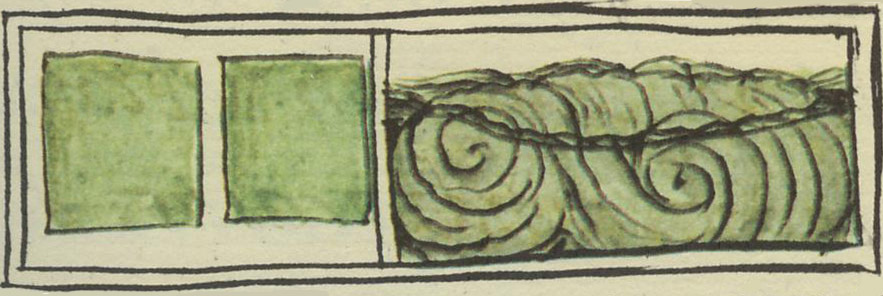
La spirulina poteva essere raccolta sulla superficie dei laghi con reti o pale, per poi venir essiccata sotto forma di torte che venivano mangiate con tortilla o come condimento

Tra i principali cibi aztechi c'erano mais, fagioli e cucurbitacee cui venivano spesso accompagnati peperoncini e pomodori, tutti ingredienti tipici della dieta messicana del tempo. Gli aztechi raccoglievano Cambarellus montezumae, un tipo di gambero piccolo e molto diffuso nel lago Texcoco, così come l'alga spirulina cucinata sotto forma di torta ricca di flavonoidi. Nonostante la dieta azteca fosse per buona parte vegetariana gli aztechi consumavano anche insetti quali grilli (chapulines), Aegiale hesperiaris, formiche, larve, ecc. Gli insetti avevano un contenuto proteico maggiore della carne, e anche oggi sono considerati una prelibatezza in alcune parti del Messico.

### Cereali

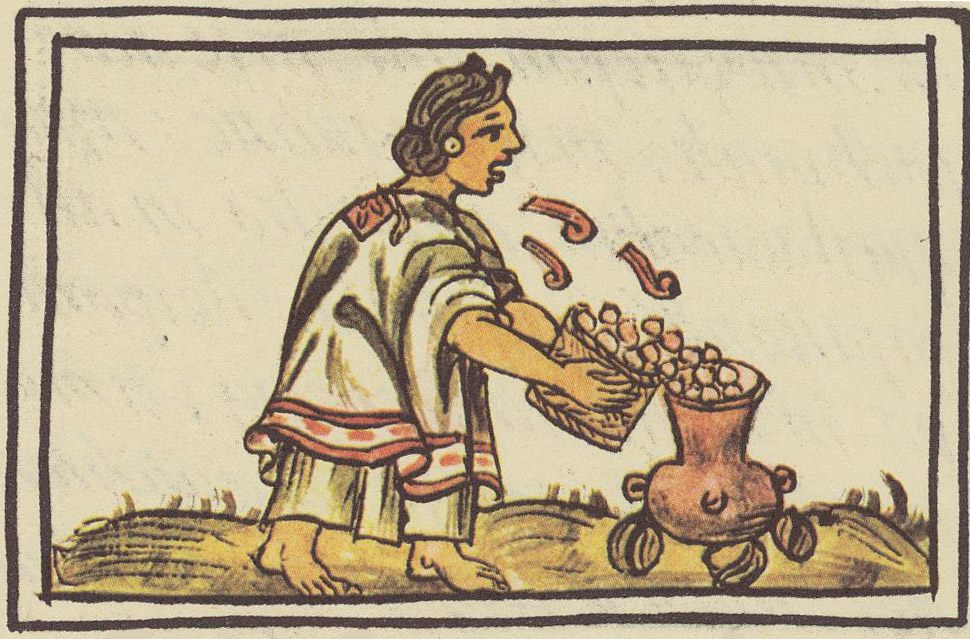
Una donna azteca soffia sul mais prima di metterlo in padella, in modo che non temesse il fuoco. Codice fiorentino, tardo XVI secolo

Il mais era il cibo principale per gli Aztechi. Veniva consumato a ogni pasto da tutte le classi sociali, e aveva un ruolo fondamentale anche in mitologia. Gli Aztechi descrissero ai primi europei il mais come "prezioso, nostra carne, nostre ossa". Ne esistevano molte varietà e dimensioni, forme e colori; giallo, rossiccio, bianco striato di altri colori, nero, con o senza macchie e una variante con la buccia blu considerata molto preziosa. Oltre a queste vi erano molte varianti regionali, ma poche di loro sono state descritte. Il mais veniva riverito tanto che le donne gli soffiavano sopra prima di metterlo in padella, in modo da non fargli temere il fuoco, e ogni chicco caduto per terra veniva raccolto, e non andava perso. Uno degli informatori aztechi dello storico e missionario francescano spagnolo Bernardino de Sahagún ne spiegò l'uso nel seguente modo:
(Coe, 88)
Un processo chiamato nixtamalización veniva usato in tutte le Americhe in cui si coltivava il mais. Si tratta di un termine composto dalle parole nahuatl nextli ("cenere") e tamalli ("avvolto"), e si tratta di un processo usato tuttora. I chicchi di mais essiccati vengono inzuppati e cotti in una soluzione alcalina, solitamente a base di idrossido di calcio. Questo ammorbidisce il pericarpo, la parte esterna del chicco, rendendo più semplice la macinatura. Il processo trasforma il mais da semplice fonte di glucidi in un impasto nutrizionalmente più completo; ne aumenta calcio, ferro, rame e zinco, aggiunti grazie alla soluzione alcalina o al vasellame usato nel processo, oltre a niacina, riboflavina e altre proteine già presenti nel granturco, che il processo rende digeribili anche agli esseri umani, riducendo il rischio di ammalarsi di pellagra. Lo sviluppo di alcune micotossine è un altro dei lati positivi del procedimento. Lasciando fermentare il nixtamal si produce un ulteriore aumento del valore nutritivo con l'aggiunta di amminoacidi quali lisina e triptofano. Fagioli, verdure, frutta, chili e nixtamal erano in grado di fornire una dieta nutrizionalmente soddisfacente senza bisogno di proteine animali.

### Tamal
Il Tamalli, in nahuatl, che significa "avvolto", è preparato con un impasto di mais cotto e avvolto in foglie di pannocchia, o anche di banano, agave e avocado. Può essere farcito in diversissimi modi dolci o salati, con carne, verdure, peperoncini, frutta, salse, ecc.
I tamales sono descritti da fra Bernardino de Sahagún nella Storia generale delle cose della Nuova Spagna.

### Spezie
Molte erbe e spezie erano disponibili agli Aztechi per il condimento dei cibi. Tra i principali c'era il peperoncino, disponibile in molte specie, alcune selvatiche altre coltivate. I vari tipi differivano per il grado di piccantezza che dipendeva dalla quantità di capsaicina presente. I peperoncini venivano spesso essiccati e pestati per la conservazione e l'uso in cucina, a volte arrostiti per variarne il gusto. Il sapore dipendeva dalla specie, passando dal dolce al fruttato, dall'affumicato al molto piccante.
Le specie di piante indigene usate nel condimento producevano sapori simili alle spezie del Vecchio Mondo, spesso più semplici da recuperare dopo la conquista spagnola. Il cilantro forniva un sapore più forte del corrispondente europeo, e le sue foglie erano più semplici da essiccare. Anche l'origano e l'anice messicani ricordavano i paralleli europei, mentre il pimento aveva un sapore a metà tra noce moscata, chiodi di garofano e cannella. Il gusto della cannella era più morbido e delicato. Prima dell'arrivo della cipolla e dell'aglio, si usavano piante simili tipo l'aglio di Kunth ad altre specie del genere Allium. Tra gli altri sapori si ricordano mezquite (pianta del genere Prosopis), vaniglia, bixa orellana, chenopodio (Dysphania ambrosioides), hoja santa (Piper auritum), foglie di avocado e molte altre piante indigene.

## Bevande

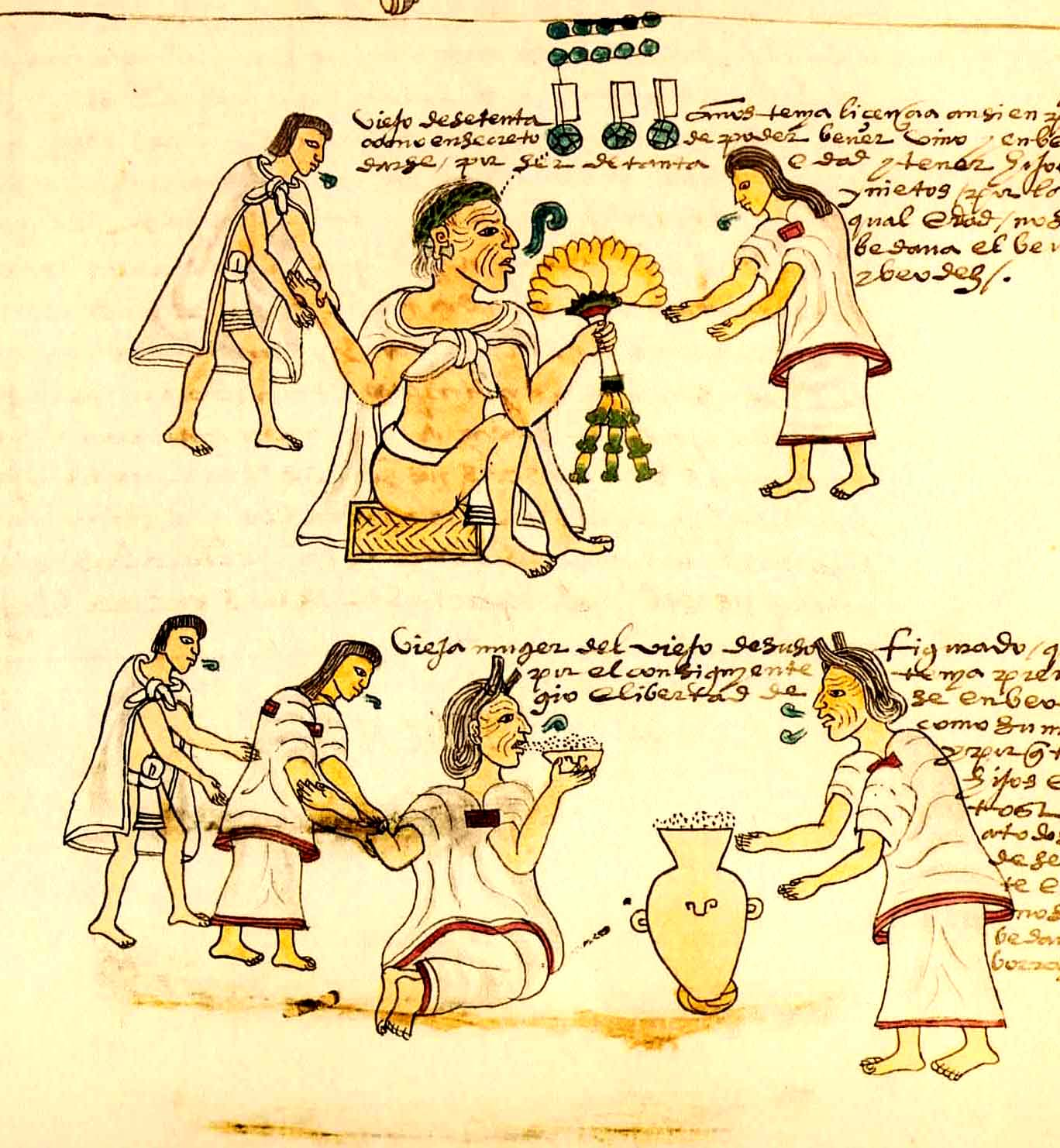
Pittura presa dal Codice Mendoza che raffigura un'anziana azteca che beve pulque

Molte bevande alcoliche venivano fatte tramite la fermentazione di mais, miele, ananas, frutti del cactus e altre piante. La più comune era l'octli, elaborata dall'aguamiel, il succo dell'agave salmiana. Oggi questa bevanda è nota come pulque. Veniva bevuta da tutte le classi sociali, nonostante alcuni nobili si vantassero di non assumere questa bevanda del popolo. Il bere era tollerato anche da parte dei bambini in alcune occasioni, ma non bisognava ubriacarsi. Le pene erano molto rigide, ed erano ancora più severe se applicate al ceto alto. La prima trasgressione di un uomo comune sarebbe stata punita distruggendone la casa e mandandolo a vivere nei campi come un animale. Generalmente i nobili non avevano una seconda occasione, e potevano essere giustiziati per aver ecceduto con l'alcool. Sembra fosse più tollerato che a bere fossero gli anziani, nonostante le fonti divergano sull'età esatta. Queste pene non evitavano il fatto che a volte i nobili diventassero alcolizzati, finendo i loro giorni in povertà e prematuramente. Un informatore di Sahagún narrò la crudele storia di un ex-tlacateccatl (generale) e comandante di oltre 8 000 uomini:
(Coe, 85)

### Atole
L'atole (atolli in lingua nahuatl), bibita di mais, forniva buona parte del fabbisogno calorico giornaliero. La ricetta base per la preparazione dell'atolli era di otto parti di acqua e sei di nixtamal che andava mescolato fino a sciogliersi. L'amalgama veniva poi bollito per farla inspessire. Esistono molte varianti di atolli: con un decimo di sciroppo di agave si faceva il nequatolli; aggiungendo peperoncino frullato con sale e pomodoro si faceva l'iztac atolli; lasciando riposare il nixtamal per 4-5 giorni per poi aggiungerne altro fresco con peperoncino e sale si preparava lo xocoatolli. Fagioli, tortilla cotta al forno, mais tostato, chía, amaranto e miele venivano mescolati per creare il pinolli. Il mais tostato e ridotto in polvere era molto usato dai viaggiatori, soprattutto commercianti, che, mescolandolo con acqua, potevano ottenere pasti istantanei lungo la strada, una specie di cibo liofilizzato.

### Cacao
Il cacao aveva un grandissimo valore simbolico. Si tratta di un lusso raro, essendo un prodotto che andava importato non crescendo sul suolo dell'impero azteco. Non esistono descrizioni dettagliate di come si preparasse il cacao solido, ma vi sono molte allusioni al fatto che venisse mangiato in questa forma. I chicchi di cacao erano tra le più preziose derrate, e potevano venire usati come forma di pagamento, nonostante gli venisse riconosciuto un valore basso; 80-100 chicchi permettevano di acquistare un piccolo mantello e una canoa piena di acqua fresca se si abitava nella parte salata dei laghi che circondavano Tenochtitlán. Proprio per questo i chicchi venivano spesso contraffatti riempiendo i gusci vuoti con terra o fango.
Il cacao veniva spesso bevuto sotto forma di xocoatl ("acqua amara", termine da cui deriva la parola cioccolato) e rappresentava la bevanda di guerrieri e nobili. Era considerata un tale inebriante da dover essere bevuta con grande solennità e serietà, tanto da venire descritta dallo storico spagnolo Sahagún come "da non bere con leggerezza". Il cioccolato poteva venir preparato in molti modi, e molti di questi comprendevano il fatto di miscelare acqua calda o tiepida con chicchi tostati e pestati, mais e molte spezie quali peperoncino, miele, vaniglia e altre spezie. Gli ingredienti venivano miscelati e battuti con un pestello o aerati facendo saltare il cioccolato da un piatto a un altro. Se il cacao era di alta qualità il procedimento creava molta schiuma. La schiuma poteva essere messa da parte, e la bevanda di nuovo scossa per produrre altra schiuma da mettere sulla bevanda prima di servirla.

## Dieta
Gli Aztechi ponevano l'accento sulla moderazione in ogni aspetto della vita. Scrittori e storici europei erano spesso stupiti dal modo in cui percepivano un'esemplare frugalità, semplicità e moderazione. Juan de Palafox y Mendoza, vescovo di Puebla e viceré della Nuova Spagna nel 1640, scrisse:
(Coe, 83)

### Digiuno
Il significato principale del digiuno azteco era quello di astenersi dall'uso di sale e peperoncino, e tutti i membri della società praticavano il digiuno con una qualche intensità. Non esistevano eccezioni al digiuno, cosa che stupì i primi europei che entrarono in contatto con loro. Essendo il digiuno già comune in Europa, esistevano eccezioni permanenti per le donne e per i bambini, i malati, i deboli e i vecchi. Prima della cerimonia del Nuovo Fuoco, che cadeva ogni 52 anni, alcuni sacerdoti digiunavano per un intero anno; gli altri sacerdoti per 80 giorni, e i nobili per 8. Anche il popolo partecipava al digiuno, ma in modo meno rigoroso. A Tehuacán c'era un gruppo di digiunanti permanenti. Oltre ai vari rigori ascetici come il sonno su un cuscino di pietra, digiunavano per periodi di quattro anni mangiando solo una tortilla di 50 grammi al giorno. L'unica tregua era ogni 20 giorni, quando gli si permetteva di mangiare tutto quello che volevano.
Anche dai re come Montezuma ci si aspettava la diminuzione dei lussi e l'abbassamento del tenore di vita, e lo facevano con molta convinzione e sforzi. Durante il digiuno dovevano astenersi dal sesso con le donne e dovevano mangiare solo torte di michihuauhtli e semi di amaranto o chenopodio. Anche il cioccolato dei signori era sostituito da acqua mista a farina di fagioli. Questa usanza era in contrasto con i fasti di molti nobili europei e degli uomini del clero che, nonostante l'obbligo religioso di sostituire la carne con il pesce, non rinunciavano ai lussi.

### Cannibalismo
Gli Aztechi praticavano un cannibalismo rituale. Le vittime, solitamente prigionieri di guerra, venivano sacrificate sopra a templi o piramidi estraendone il cuore. I corpi venivano poi buttati di sotto dove venivano smembrati. I pezzi erano quindi distribuiti alla classe superiore, composta per buona parte da guerrieri e sacerdoti. La carne veniva consumata sotto forma di stufato insaporito con il sale e mangiato con tortilla di mais, ma senza l'onnipresente chili. Alla fine del 1970 l'antropologo Michael Harner ipotizzò che gli Aztechi facevano ricorso a cannibalismo in grande scala, utilizzandolo per assumere le proteine di cui la loro dieta era carente. Questa idea prese piede tra alcuni studiosi, ma si dimostrò che era basata su ipotesi infondate circa gli usi alimentari, l'agricoltura e la demografia, rendendolo uno scenario altamente improbabile.